# Yigoga tauricola
Yigoga tauricola là một loài bướm đêm trong họ Noctuidae.